# Am Etzerschlößl
Am Etzerschlößl ist ein Gemeindeteil in der Gemarkung Maria Gern des Marktes Berchtesgaden im oberbayerischen Landkreis Berchtesgadener Land.

## Zum Begriff
A. Helm merkt in seinem Abschnitt zum „Etzerschlößchen“ an, dass „Etz“ (auch „Ötz“) eine landwirtschaftliche Grundstücksbezeichnung im Berchtesgadener Land war, die aber – womöglich etymologisch anderen Ursprungs – siehe Etz auch für geographische Objekte in anderen Regionen Anwendung gefunden hat.

## Geschichte

### Etzerschlößl bzw. Etzerschlößchen

Die Etzermühle um 1900

Das der Siedlung ihren Namen gebende kleine Lustschloss Etzerschlößl oder Etzerschlößchen wurde früher als „Behausung ober dem Pfannhaus, in der Etz“ bezeichnet.
Fürstpropst Jakob Pütrich ließ es 1574 auf dem Weg in das Hochtal der Gnotschaft Gern errichten und über dem Eingangstor mit seinem Wappen sowie im Inneren mit kostbarer Zirbenholzvertäfelung und kunstvollen Öfen ausstatten. Am 24. Dezember 1604 wurde das Anwesen an einen Wolf Vözl für 200 Gulden mit der Auflage verkauft, dass dem Klosterstift bei Wiederveräußerung ein Vorkaufsrecht und ihm jährlich 3 Gulden „Stiftsgeld“ zu entrichten sind. Ferner wurde Vözl auferlegt, das aus Zirbenholz gefertigte Tafelwerk im niederen Gaden, im Haus, in der Stube und in den beiden Kammern sowie einen Ofen zur weiteren Verwendung der fürstpröpstlichen Residenz zu übergeben – und eine erneute Innenvertäfelung in einfacherer Ausführung auf eigene Kosten vornehmen zu lassen. Des Weiteren wurde festgelegt, dass Vözl im Falle einer Seuchengefahr (Pest, schwarze Blattern usw.) für den Fürstpropst die niedere Stube und die beiden Kammern reserviert zu halten habe. Bis in die 1920er Jahre war noch eine reichgeschmückte Holzdecke erhalten geblieben.
Mit seinen zehn Räumen stand das Etzerschlößl später auch zeitweilig den Bürgern als Zufluchtsort bei Epidemiegefahr offen und ging noch an diverse weitere Besitzer über. Zuletzt diente es bis zu seinem Abriss 1960 als Kinderheim. Die zum Ensemble gehörende und wegen ihrer Baufälligkeit ebenfalls abgerissene Etzermühle war eine der „altromantischsten Gebäude des Landes“ und am Austritt des Gerer Baches gelegen.

### Siedlung
Die Siedlung Am Etzerschlößl wurde in den 1960er Jahren innerhalb der zur Gnotschaft Vordergern gehörenden Felder des von Fürstpropst Jakob Pütrich (1523–1594) eingerichteten Meierhofs Rosenhof erschlossen. (Das von Pütrich aus dem früheren Pfannhaus (laut Anzeige an der Hauswand) 1576 gebildete, dreiteilige Anwesen des Rosenhofs selbst, von dem die Remise nach ihrem Verfall erst in den letzten Jahren abgerissen wurde, wird derzeit (2023) komplett entkernt, der ehemalige Stallstadel zu einer Kindertagesstätte umgebaut. Dieses Anwesen gehörte seit jeher zur  Gnotschaft Anzenbach, die lediglich von 1817 bis 1818 Teil der Gemeinde Gern (ab 1953: Maria Gern) war, um dann wieder in die südlich angrenzende Gemeinde Salzberg eingegliedert zu werden – seit 1. Januar 1972 ist Salzberg ebenfalls eine Gemarkung des Marktes Berchtesgaden.)
Am Etzerschlößl ist gleichzeitig auch der Straßenname der gut 310 Meter langen Stichstraße, die von der Gerner Straße nach Osten abzweigt und die Siedlung erschließt.
Der frühere Weiler bzw. die Siedlung Am Etzerschlößl der Gemeinde Maria Gern wurde mit ihr als Gemarkung am 1. Januar 1972 in den Markt Berchtesgaden eingemeindet.